# ماچوکا
ماچوکا (Machuca) یک فیلم درام اجتماعی به کارگردانی آندرس وود محصول ۲۰۰۴ شیلی است.
فیلم به شیلی ۱۹۷۳ و وقایع روزهای آخر حکومت مردمی سالوادور آلنده می‌پردازد. در واقع به اذعان خود آندرس وود، ماچوکا را می‌توان یک اثر زندگی‌نامه‌ای هم نامید چرا که به نوعی سرگذشت کودکی و نوجوانی خود کارگردان در فیلم به تصویر کشیده شده‌است.

## انگیزه‌ها برای ساخت فیلم
وود که فارغ‌التحصیل مدرسه سینمایی نیویورک است در سپتامبر ۱۹۷۳ یعنی در ایام کودتای آگوستو پینوشه علیه حکومت مردمی سالوادور آلنده؛ کودکی ۹ ساله بوده‌است. وی در مدرسه‌ای تحصیل می‌کرده که مختص افراد ثروتمند بوده اما به‌واسطه بورسیه‌ای که در ایام حکومت آلنده به کودکان بی‌بضاعت داده شده بود، حدود ۱۵ نفر از دانش آموزان اهل حومه سانتیاگو، پایتخت شیلی در این مدرسه سطح بالا پذیرفته شده و همکلاسی خود آندرس وود بودند. به گفته خودش همین افراد و دوستی با آنها تأثیر شگرفی بر روحیه وی گذاشته و آنجا بوده که با سطح و تفاوت طبقات در زندگی اجتماعی مردم شیلی آشنا شده‌است.
به اعتراف خود کارگردان ماچوکا، نمی‌توانیم این اثر را یک فیلم سیاسی صرف بنامیم و هرگز این روایت، متعلق به ژانر معتبر سیاسی نیست و بیشتر یک ملودرام اجتماعی است که به بررسی زندگی و مقایسه طبقات اجتماعی در شیلی دهه ۷۰ پرداخته‌است.

## داستان
پدرو ماچوکا پسربچه ۱۲ ساله متعلق به خانواده فقیری است که در مدرسه جدید با گونزالو اینفانتی پسری هم‌سن و سال خود اما متفاوت به لحاظ طبقه اجتماعی آشنا می‌شود. دوستی آنها به صمیمیت منجر شده و به خانه هم رفت‌وآمد می‌کنند. خانواده ماچوکا آه در بساط ندارند و پدر الکلی او حتی حاضر است نان شب خانواده را خرج الکل کند و از دیگر سو خانواده گونزالو در بحران اقتصادی پیش آمده، به راحتی از بازار سیاه هرچه می‌خواهند تهیه می‌کنند و خم به ابرو نمی‌آورند. با این‌همه هر دو خانواده در یک انگاره اساسی با هم مشترکند و آن عشق و علاقه فرزند به یکی از والدین با وجود انحرافات اخلاقی وی و برعکس آن است.